# Wydział Filozoficzno-Historyczny Uniwersytetu im. Adama Mickiewicza w Poznaniu
Wydział Filozoficzno-Historyczny Uniwersytetu im. Adama Mickiewicza w Poznaniu – historyczna jednostka (wydział) Uniwersytetu im. Adama Mickiewicza (do 1955 r. Uniwersytetu Poznańskiego). Wydział powstał w 1949 r. na skutek reorganizacji struktur uniwersyteckich i wyodrębnienia z Wydziału Humanistycznego. Z tej samej przyczyny wydział zakończył swoją działalność w 1976 roku. Od 1968 siedzibą było Collegium Novum UAM.
W 1955 r. z inicjatywy dziekana tego wydziału, Janusza Pajewskiego, uniwersytet przyjął imię Adama Mickiewicza.

## Poczet dziekanów
- 1949–1951: Mikołaj Rudnicki
- 1951–1953: Stanisław Urbańczyk
- 1953–1955: Witold Hensel
- 1955–1959: Janusz Pajewski
- 1959–1962: Czesław Łuczak
- 1962–1965: Józef Burszta
- 1965–1969: Antoni Czubiński
- 1969–1972: Jerzy Ochmański
- 1972–1976: Zbigniew Jasiewicz

## Struktura
- Instytut Historii
- Instytut Filozofii
- Instytut Psychologii
- Katedra Pedagogiki (od 1970 r. Instytut)
- Katedra Archeologii
- Katedra Etnografii
- Katedra Historii Sztuki

Stan na 1 października 1969, po reformie struktur uniwersyteckich. Katedry uzyskały w późniejszym okresie status instytutów.

## Absolwenci

### Naukowcy studiujący na WF-H UAM
Nazwisko, profesja naukowa, studiowany kierunek

- Antoni Czubiński – historyk (historia)
- Bogusław Drewniak – historyk (historia)
- Zbigniew Drozdowicz – filozof (historia)
- Konstanty Kalinowski – historyk sztuki (historia sztuki)
- Jerzy Krasuski – historyk (historia)
- Michał Musielak – historyk (historia)
- Stanisław Nawrocki – historyk (historia)
- Jerzy Ochmański – historyk, dziekan Wydziału Filozoficzno-Historycznego (1969–1972; historia)
- Ryszard Stachowski – psycholog (psychologia)
- Mieczysław Stański – historyk (historia)
- Aleksander Berlin – psycholog (psychologia)
- Krystyna Zamiara – psycholog (psychologia)
- Jerzy Topolski – historyk (historia)
- Zbigniew Tyszka – socjolog (psychologia)
- Zdzisław Wroniak – historyk, prodziekan WH UAM (1985–1991; historia)
- Jan Żak – archeolog (archeologia)

### Znani absolwenci
- Henryk Ankiewicz – pisarz i dziennikarz /Wydział Filozoficzno-Historyczny/ (historia)
- Włodzimierz Bogusławski – polityk, poseł II kadencji, działacz samorządowy (historia)
- Marek Ziółkowski – socjolog, polityk, wicemarszałek senatu /Wydział Filozoficzno Historyczny/ (filozofia)